# La desheredada

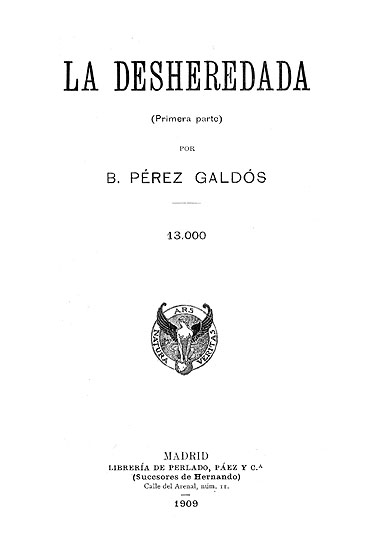
Portada de La desheredada (edición de 1909).

La desheredada es una novela del escritor español Benito Pérez Galdós publicada en 1881, que abre el ciclo de las "Novelas españolas contemporáneas". Algunos estudiosos de su obra la han considerado una de sus narraciones más cervantinas, mientras otros la relacionan con Balzac, como un «étude des moeurs», propósito anunciado por el propio Galdós en "Observaciones sobre la novela contemporánea en España", artículo publicado en 1870. También se ha reseñado el paralelismo entre la Nana de Zola y la protagonista de La desheredada, ambas prostitutas.

## Argumento y escenario
La desheredada, que se desarrolla en lo que ha llegado a conocerse y estudiarse como el Madrid de Galdós o Madrid galdosiano, narra las desventuras de Isidora —la supuesta desheredada—, una bonita muchacha que llega a la capital española "llena de ilusiones, cae en la prostitución y acaba en la cárcel". Una sensibilidad soñadora a la que han hecho creer heredera de un marquesado. A este respecto, Casalduero, leyendo con acierto a Galdós, anota que "un impostor como Isidora puede llegar a tener grandeza trágica, cuando él mismo es engañado; de lo contrario es un farsante vulgar". Desde esta perspectiva psicológica, resulta contundente a reclamación de la protagonista cuando, agarrada a las rejas de la prisión, grita:

"Soy noble, soy noble. No me quitaréis mi nobleza, porque es mi esencia y yo no puedo ser sin ella."

Entre los personajes secundarios de este primer intento naturalista de Galdós, sobresale el aquí joven médico Augusto Miquis, heroico en su humanidad y protagonista coral en otras novelas posteriores como El doctor Centeno, Torquemada y San Pedro o Tristana.

## Listado de personajes ficticios con nombre que aparecen en "La desheredada"

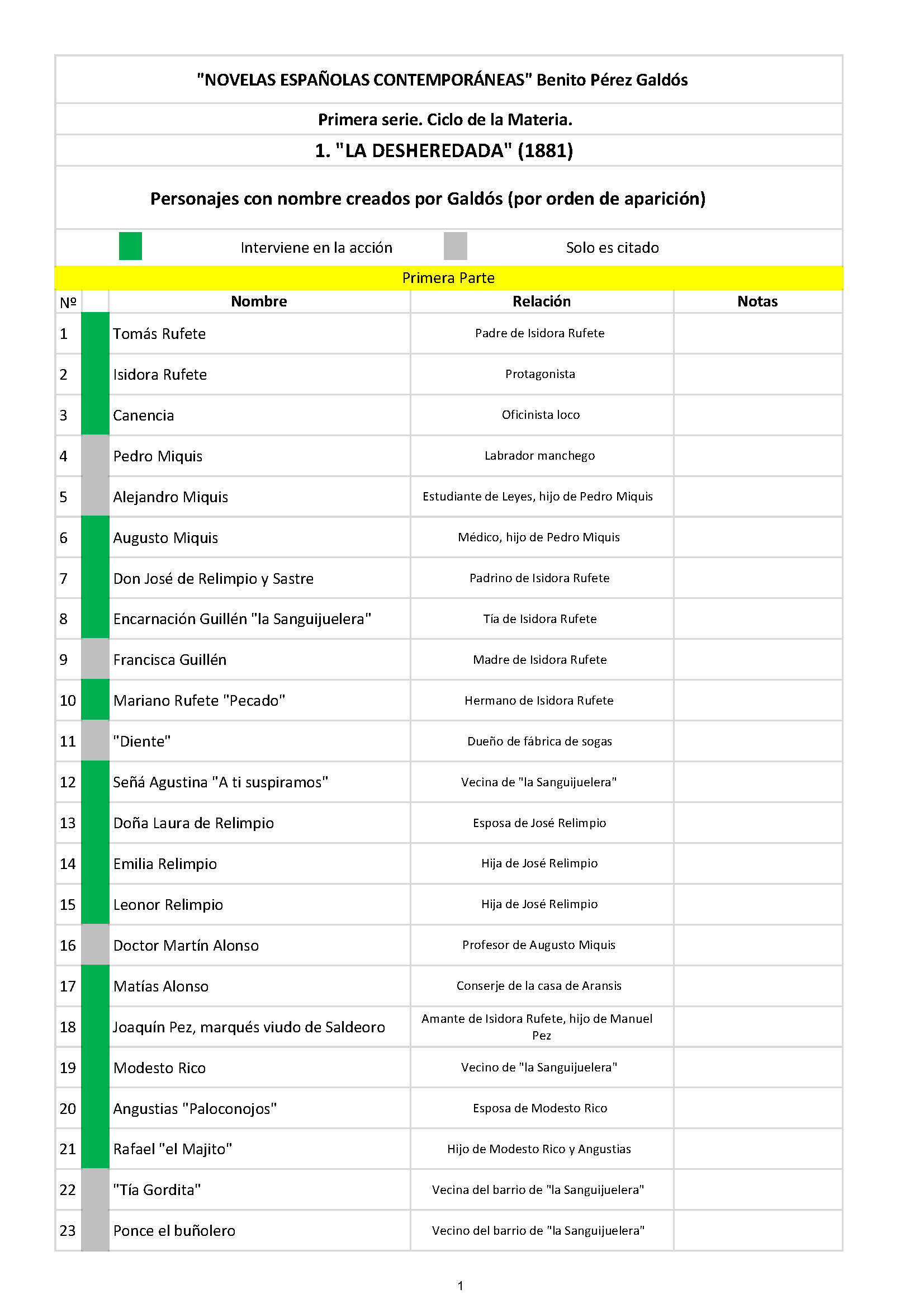
Personajes de "La desheredada", página 01

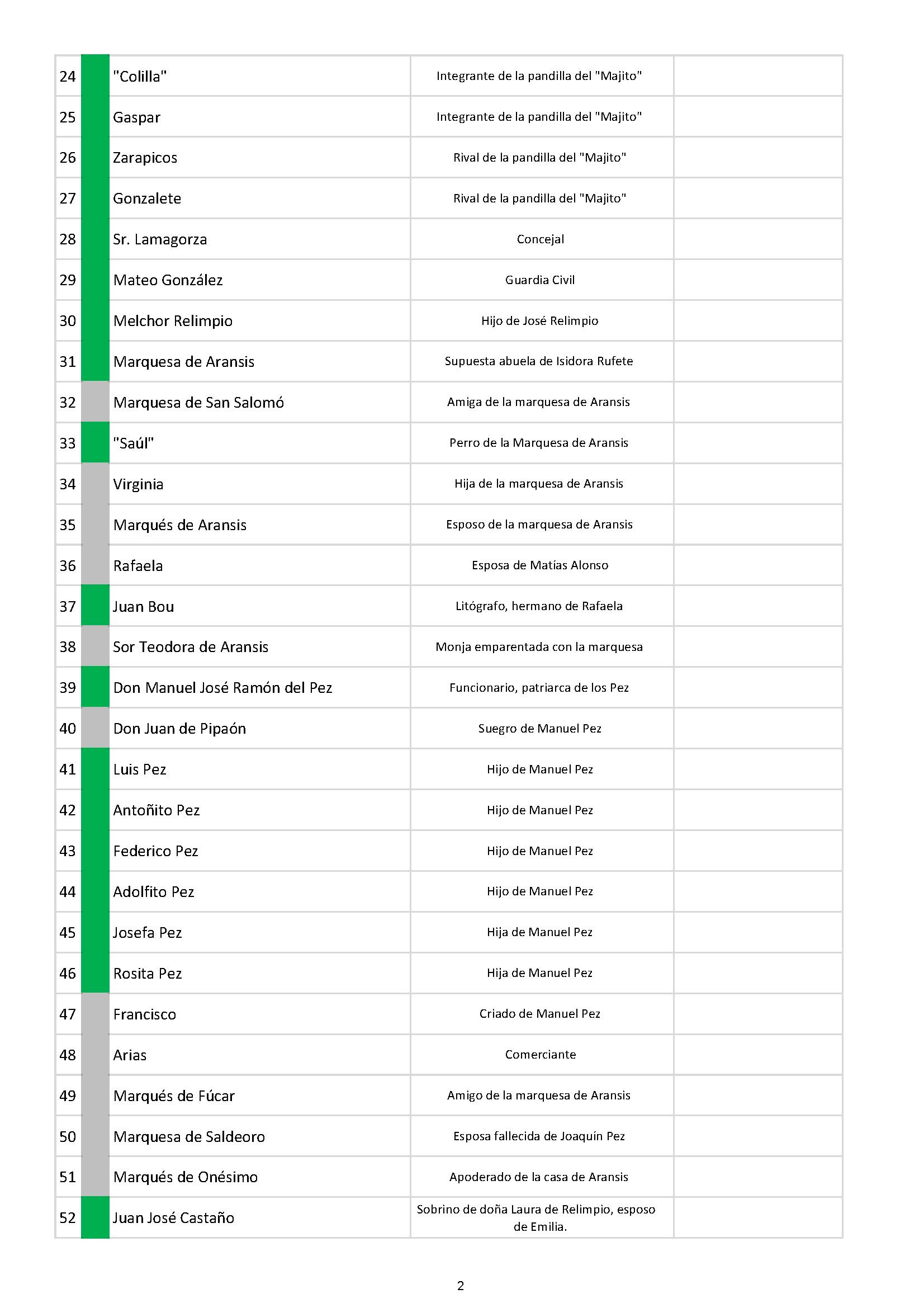
Personajes de "La desheredada", página 02

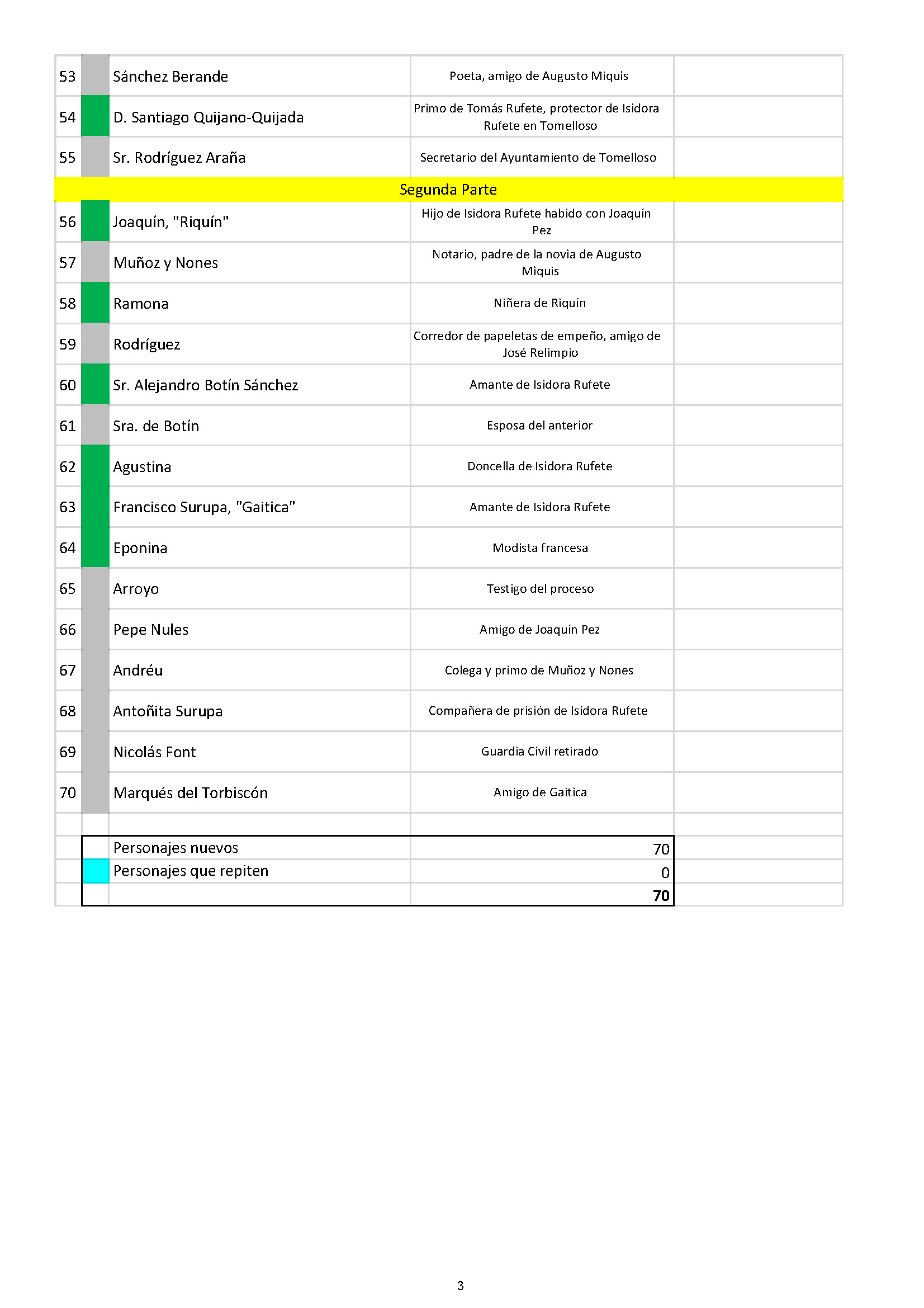
Personajes de "La desheredada", página 03

(Véanse páginas adjuntas)

## Telón del autor
El humor con que Benito Pérez Galdós contemplaba su propia obra parece ser el estimulante de esta moraleja al final de la novela:

"Si sentís anhelo de llegar a una difícil y escabrosa altura, no os fieis de las alas postizas. Procurad echarlas naturales, y en caso de que no lo consigáis, pues hay infinitos ejemplos que confirman la negativa, lo mejor, creedme, lo mejor será que toméis una escalera".
Benito Pérez Galdós, La desheredada (capítulo 37)